# Lippia rubella
Lippia rubella là một loài thực vật có hoa trong họ Cỏ roi ngựa. Loài này được (Moldenke) T.R.S.Silva & Salimena mô tả khoa học đầu tiên năm 2002.